# Dennis Kucinich
Dennis John Kucinich, född 8 oktober 1946 i Cleveland, Ohio, är en amerikansk demokratisk politiker.

## Politisk karriär
Kucinic var borgmästare i Cleveland 1978-1979 och har varit ledamot av USA:s representanthus från Ohio sedan 1997.

## Presidentkandidat
Kucinich meddelade den 11 december 2006 att han ställer upp som demokratisk presidentkandidat i primärvalen 2008, men drog efter svagt stöd tillbaka sin kandidatur den 25 januari 2008, för att istället inrikta sig på omval till kongressen. Kucinich, som tillhör den progressiva vänsterflygeln i sitt parti, profilerade sig under sin kandidatur med frågor som könsneutrala äktenskap, höjd minimilön, allmän sjukvård som drivs utan vinstsyfte och avskaffandet av dödsstraffet. Hans kampanj fann stöd av ett antal kändisar, så som Sean Penn, Gore Vidal, Woody Harrelson, Edward Norton, Robin Wright Penn, Ani DiFranco, Viggo Mortensen och Larry Flynt.
Som presidentkandidat lanserades en video på youtube där Hyla Matthews hyllade Dennis Kucinich. Videon var en respons på de videor där lättklädda kvinnor hyllade Barack Obama, McCain och de övriga presidentkandidaterna.

## Familj och personligt
Kucinic far var kroat och hans mor var av irländsk härkomst. Kucinich är katolik, har skilt sig två gånger och har en dotter, Jackie, från äktenskapet med Sandra Lee McCarthy. Han gifte sig för tredje gången 2005. Hans tredje fru Elizabeth är brittisk medborgare. Dennis Kucinich har varit vegan sedan 1995.